# Гальваноскоп
Гальваноскоп (от гальвано… и др.-греч. skopéo — смотрю) — простейший стрелочный прибор, служащий для обнаружения присутствия электрического тока в гальванической цепи, а также для определения его направления.
Хотя самый первый гальваноскоп, получивший название «мультипликатор» Швейггера, и считается праобразом гальванометра, гальваноскопы и гальванометры продолжали употребляться параллельно на протяжении второй половины XIX века. Принцип действия гальваноскопов такой же, как принцип действия гальванометров. Гальваноскопы нашли применение в так называемом «нулевом методе», например, при измерении гальванического сопротивления с помощью мостика Уитстона. В этом случае величину сопротивления крайней ветви цепи моста подбирают таким образом, чтобы в средней ветви сила тока равнялась нулю.